# Невеста дьявола (манхва)
«Невеста дьявола» (кор. 악마의 신부) — манхва корейского художника Се-Ёун Кима. На английский язык манхва переведена издательством Tokyopop, русская лицензия принадлежит компании «Комикс-Арт». На русском языке издан один том. Рекомендуемый для чтения возраст 16+, так как в манхве изображены гомосексуальные отношения между мужчинами.

## Сюжет
Главным героем произведения является Дьявол. Он решает отбросить свою демоническую природу и жить обыкновенной человеческой жизнью. Устав от одиночества, он решает взять себе жену. Для этого Дьявол расклеивает объявления, предлагая большое вознаграждение женщине, которая согласиться стать его женой, однако, жители деревни слишком боятся, даже большая сумма не прельщает девушек. Тогда он увеличивает награду, и приходит девочка, которая в итоге оказывается маленьким мальчиком, отцу которого нужны деньги.

## Список томов
| № | Оригинальное издание | Оригинальное издание | Русскоязычное издание | Русскоязычное издание  |
| № | Дата публикации      | ISBN                 | Дата публикации       | ISBN                   |
| - | -------------------- | -------------------- | --------------------- | ---------------------- |
| 1 | 26 декабря 2007      | ISBN 9788960025424   | 23 декабря 2008       | ISBN 978-5-699-32404-0 |
| 2 | 30 сентября 2008     | ISBN 9788960027688   |                       |                        |
| 3 | 25 августа 2009      | ISBN 9788960029866   |                       |                        |
| 4 | 25 мая 2010          | ISBN 9788927001621   |                       |                        |
| 5 | 25 апреля 2011       | ISBN 9788927003656   |                       |                        |